# Municipio de Penn (condado de Chester)
El municipio de Penn (en inglés: Penn Township) es un municipio ubicado en el condado de Chester en el estado estadounidense de Pensilvania. En el año 2000 tenía una población de 2812 habitantes y una densidad poblacional de 113,2 personas por km².

## Geografía
El municipio de Penn se encuentra ubicado en las coordenadas 39°48′49″N 75°52′20″O / 39.81361, -75.87222.

## Demografía
Según la Oficina del Censo en 2000 los ingresos medios por hogar en la localidad eran de $57 949 y los ingresos medios por familia eran de $68 938. Los hombres tenían unos ingresos medios de $46 298 frente a los $30 880 para las mujeres. La renta per cápita de la localidad era de $26 346. Alrededor del 6,2% de la población estaba por debajo del umbral de pobreza.